# CineSpace Film Studios
Die CineSpace Film Studios sind ein großer Studiokomplex in der kanadischen Stadt Toronto, der sich auf mehrere Standorte im Großraum der Metropole verteilt. Zur Verfügung steht eine Fläche von insgesamt über einer Million Square feet (ca. 92903 m2) mit Produktionshallen, Büros und anderen Einrichtungen sowie zusätzlich rund 50 ha (500.000 m2) Land.

## Booth Avenue Studios
Dieser Standort verfügt über fünf Produktionshallen und Büros mit einer Fläche zwischen 1.579 m2 und 2.787 m2. Die Booth Avenue Studios, die sich in der 30 Booth Avenue / Gardiner Expressway befinden, liegen nur wenige Minuten vom Stadtzentrum Torontos entfernt.
Folgende Filme wurden in diesen Studios produziert:
- Resident Evil: Afterlife
- Scott Pilgrim gegen den Rest der Welt
- Boondock II – All Saints Day
- Amelia
- Der Love Guru

## Eastern Avenue Studios
Diese Studios verfügen über eine Fläche von rund 9.290 m2. Sie befinden sich auf der Eastern Avenue, östlich vom Studio District in Toronto. In diesen werden vorwiegend kleinere Produktionen wie zum Beispiel Serien produziert. Der Studiokomplex verfügt über vier Produktionshallen und weitere Einrichtungen.
Folgende Filmprojekte wurden in diesen Studios produziert:
- Flashpoint Staffel 1, 2 und 3
- Saw VII – 3D
- Overruled!
- Life with Derek

## Kleinburg Studios
Den Kleinburg Studios, die über eine Fläche von 929 m2 verfügen, sind zwei Produktionshallen, ein Produktionsbüro und Räume für andere Einrichtungen angeschlossen. Die Studios befinden sich ca. 40 Minuten außerhalb Torontos, auf einem teilweise unbebaute naturbelassene 80.000 m2 großen Grundstück am Humber River.
Zu den Besonderheiten des Studio 1 gehören ein großer Festsaal, ein Nachbau eines Gerichtssaals und andere öffentliche Einrichtungen. Studio 2 verfügt über einen kompletten Nachbau des Oval Office aus dem Weißen Haus sowie die nachgebaute Fassade des Weißen Hauses einschließlich Haupttor. Des Weiteren wird dort die Innenausstattung der Air Force One (Nachbau) gelagert. Das in weiten Teilen unbebaute Grundstück bietet günstige Rahmenbedingungen für Außendreharbeiten.
Produktionen in dem Studio:
- Aaron Stone
- Murdoch Mysteries
- Casino Jack

## Kipling Studios
Am 15. Dezember 2009 gab das Unternehmen Cinespace Film Studios bekannt, dass es einen weiteren Studiobau plant, der über eine Fläche von 4500 m2 verfügt.